# Arrigo Solmi
Arrigo Solmi (Finale Emilia, 27 gennaio 1873 – Roma, 5 marzo 1944) è stato uno storico e giurista italiano.

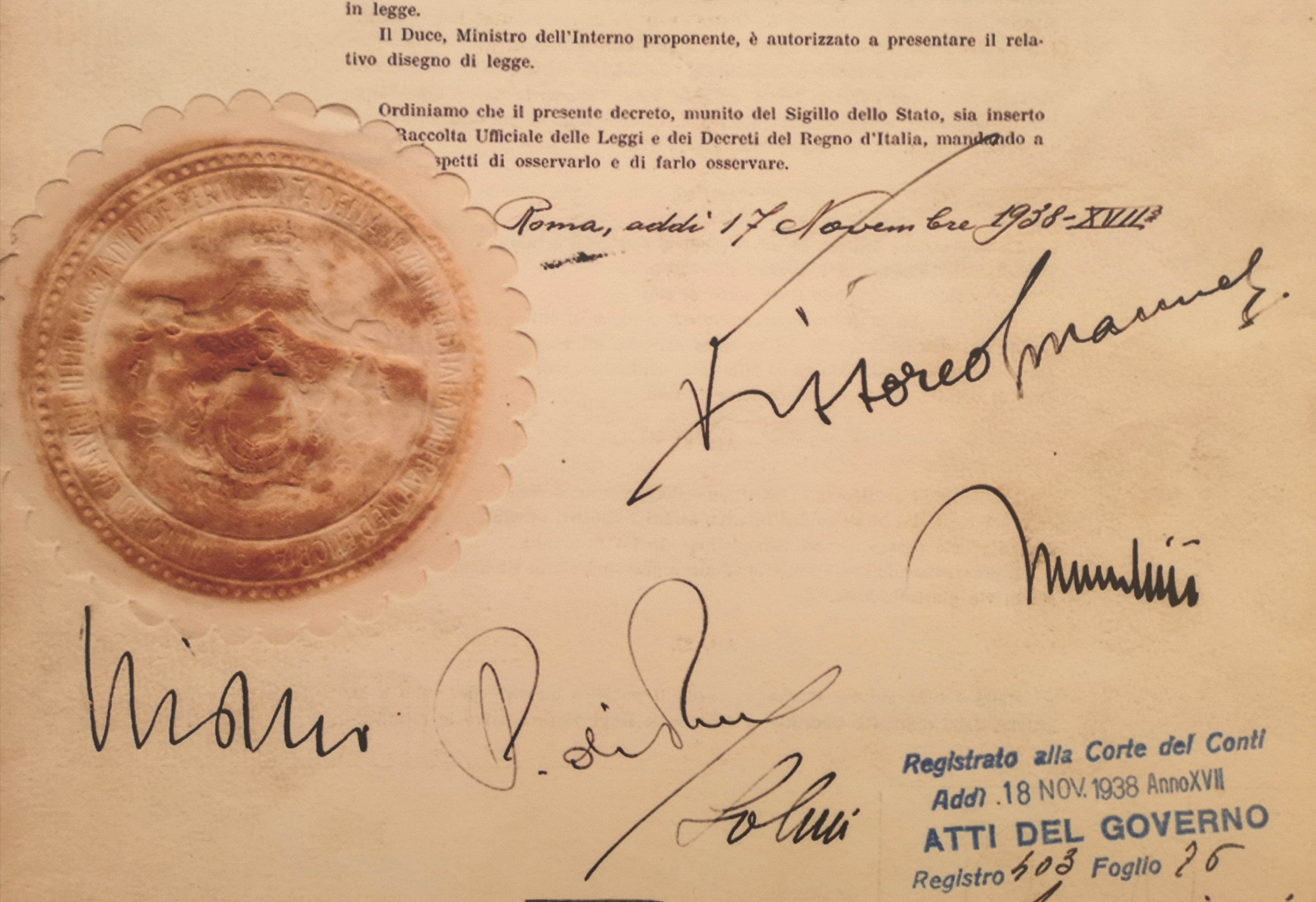
Firme di Vittorio Emmanuele III, Mussolini, Galeazzo Ciano, Paolo (Thaon) di Revel (Presidente del Senato) e Arrigo Solmi. R.D.L. (Regio Decreto-Legge) 17 novembre 1938, n. 1728 - Provvedimenti per la difesa della razza italiana.

Fu Ministro di grazia e giustizia del governo Mussolini dal 24 gennaio 1935 al 12 luglio 1939.

## Biografia

### Famiglia, studi, bibliotecario e prima cattedra a Cagliari
Arrigo Solmi era il maggiore di due figli del segretario parrocchiale Angelo Solmi e Amalia Stucci. Suo fratello Edmondo Solmi (1874–1912), di un anno più giovane, fu professore di storia della filosofia all'Università di Pavia. 
Si laureò il 28 giugno 1895 in Giurisprudenza all'Università degli Studi di Modena, con una tesi sul rapporto tra Chiesa e Stato. Nell'aprile 1898 assunse l'incarico di vice bibliotecario presso la Biblioteca Nazionale di Palermo (ora Biblioteca Centrale della Regione Siciliana), ma subito dopo passò alla Biblioteca Estense dell'Università di Modena (Biblioteca Estense Universitaria di Modena) come bibliotecario a partire dal 31 maggio 1898; all'epoca era anche docente a tempo determinato presso l'Università di Modena e poi, nel 1899, divenne docente di Storia del diritto italiano presso l'Università di Camerino, dove assunse la cattedra nel 1901. 
Il 28 aprile 1900 sposò Ines Dallari, sorella del compagno di studi e poi professore di filosofia del diritto Gino Dallari. Dopo i primi lavori su questioni legali nell'alto medioevo, si occupò di personalità come Alberto Gandino e Baldo degli Ubaldi, in rapporto ai loro diversi approcci legali. In ragione della sua attività di ricerca e didattica, il 1º dicembre 1901 si trasferì dalla Biblioteca Estense Universitaria di Modena alla Biblioteca Statale di Cremona, prima di rinunciare del tutto a tale attività.
Per il semestre 1902/1903 Solmi assunse la cattedra di straordinario presso l'Università di Cagliari: tenne il suo discorso inaugurale su "La funzione pratica della storia del diritto italiano in giurisprudenza" nel 1903. A Cagliari studiò la costituzione fondiaria della Sardegna, le istituzioni, le fonti (come la Carta de Logu Cagliaritana e le Condaghe) e, su suo suggerimento, fu fondato nel 1905 l'Archivio storico sardo, rivista di storia della Sardegna. 

### Professore a Siena e Pavia e sostenitore della prima guerra mondiale
Il 1º luglio 1906 Arrigo Solmi accettò una cattedra all'Università di Siena. Divenne poi professore all'Università di Parma il 20 agosto 1907 e ivi pubblicò nel 1908 il manuale Storia del diritto italiano, in cui, in contrasto con i metodi cronologici e sistematici, adottò un sistema misto, che definì sincronico o storico: la narrazione era divisa in tre grandi periodi (Età Romano-Barbarica, 476–1100, Risorgimento, 1100–1748, Moderna, 1748 – 1870), ciascuno dei quali (tranne l'ultimo) era stato suddiviso in diversi sottoperiodi, occupandosi in parte dello sviluppo delle singole istituzioni private e pubbliche. 
Durante l'insegnamento all'Università di Parma, collaborò con figure come Angelo Sraffa, Giuseppe Chiovenda, Alfredo Rocco, Agostino Berenini, Pietro Bonfante e Francesco Brandileone. Contribuì anche, con diversi articoli di storia del diritto commerciale, alla rivista Rivista del diritto commerciale, fondata da Sraffa e Cesare Vivante.
Il 20 agosto 1912 Solmi si trasferì all'Università di Pavia, dove tenne una cattedra di diritto canonico, prima di assumere la cattedra di Storia del diritto italiano dopo il pensionamento di Pasquale Del Giudice il 12 luglio 1917. Allo stesso tempo, il suo impegno politico e culturale si intensificò attraverso incontri pubblici in ambienti nazionalisti, dove simpatizzò con le idee di Giovanni Borelli e Alberto Caroncini. Il suo contributo a L'Azione lo portò a collaborare con Paolo Arcari e Gioacchino Volpe.
Nel corso della guerra italo-turca si occupò della cultura e dei costumi della popolazione africana. Abile divulgatore interventista e in prima linea nei giorni del maggio 1915, pose al centro della sua storiografia la visione di un diritto strettamente nazionale italiano, di una civiltà giuridica per il popolo europeo; a proposito della legislazione napoleonica, sostenne che i calchi dei codici francesi - poi attuati in Italia - sarebbero stati così la continuazione di un autonomo sviluppo dell'ordinamento italiano. Da qui l'interesse per la storia di Risorgimento e politica internazionale, spesso con opere di carattere popolare: a suo modo di vedere, per sua tradizione storica, la nazione italica doveva espandersi attraverso l'Adriatico - questa fu la chiave per spiegare l'intervento nel 1915 - e in Africa. Con altri giuristi sostenne l'ingresso nella prima guerra mondiale scrivendo un contributo al libro "La nostra guerra" (Firenze 1915) dal titolo Necessità e ragioni della nuova guerra contro la Turchia.

### Attività politica e di governo
Nel 1920 Solmi fu eletto membro del Consiglio Comunale di Milano e vi fu rieletto fino al 1926. Aderì al fascismo, anche se la formale iscrizione al Partito Nazionale Fascista avvenne nell'ottobre 1925.
Dal 1921 al giugno 1923 fu anche membro del Consiglio superiore della pubblica istruzione. Dopo che il chimico Giorgio Errera ebbe rifiutato l'incarico, fu nominato Rettore dell'Università di Pavia il 9 novembre 1923 e mantenne tale carica fino al 28 gennaio 1926. Al termine del suo mandato di Rettore, alla Facoltà di Scienze Politiche, fondata nel 1926 a Milano, insegnò diplomazia e storia dei trattati, da ordinario a partire dal 1º dicembre 1931: tra i suoi allievi vi furono il futuro diplomatico e docente universitario Mario Toscano, lo storico Rodolfo Mosca, lo storico e archeologo Gian Piero Bognetti e Carlo Guido Mor. 
Fu eletto deputato del Regno nel 1924 per il PNF, riconfermato nel 1929 e nel 1934. Nel 1925 fu tra i firmatari del Manifesto degli intellettuali fascisti.
Fu sottosegretario all'Educazione nazionale dal 1932 al 1935. 
Il 10 novembre 1936 divenne anche professore ordinario di diritto comune all'Università degli studi di Milano; i suoi scritti negli anni '30 rimasero in gran parte sotto l'influsso del dibattito sul diritto comune che lo contrappose a colleghi come Salvatore Riccobono, Francesco Calasso e Giuseppe Ermini; a causa della sua attività politica, però, le sue lezioni di scienze politiche furono per lo più tenute dal cognato Gino Dallari e le lezioni di diritto comune per lo più da Enrico Besta. 
Divenne Ministro di grazia e giustizia e Guardasigilli dal 1935 al 1939: in questa veste presentò un progetto di legge sul codice civile che nel Libro I - intitolato alla persone e alla famiglia - "prevedeva limitazioni alla capacità giuridica derivanti dall'applicazione a determinate razze", in coerenza piena col fatto che aveva firmato con il re ed il duce le leggi razziali nel 1938.
Nel caso del codice di procedura civile, coinvolgendo l'autore del precedente progetto Enrico Redenti, istituì una commissione ministeriale per la riforma del codice procedura civile, sottolineando la posizione del giudice come “signore della causa” (poteva disporre delle prove in via ufficiosa, interrogare liberamente le parti e sanzionare comportamenti abusivi), affermando così il ruolo preminente dello Stato ed esprimendo, anche in questo, lo spirito del fascismo al potere.
Membro del Gran consiglio del fascismo, nel marzo 1939 divenne consigliere nazionale della Camera dei fasci e delle corporazioni, mantenendo tale carica fino alla sua nomina al Senato del Regno nel dicembre 1939. Da senatore fu membro della Commissione di finanze dal 23 gennaio 1940 al 5 agosto 1943. Inoltre nel 1939 assunse la neonata cattedra di diritto consuetudinario presso l'Università La Sapienza di Roma. 
Si ritirò il 29 ottobre 1943 e morì quasi sei mesi dopo, il 5 marzo 1944.

## Attività accademica e scientifica
Fu professore di Storia del diritto italiano nelle Università degli Studi di Camerino, Cagliari, Siena, Parma e Pavia, poi di Scienze politiche nell'Università degli Studi di Milano e, infine, di Diritto nell'Università di Roma. Fu anche rettore dell'Università di Pavia nel biennio accademico 1923-1925.
Fu socio dell'Istituto Lombardo di Scienze e Lettere, di cui poi divenne anche vicepresidente e presidente, e socio nazionale dell'Accademia dei Lincei.
Importanti furono i suoi scritti di storia e di diritto medievali, dei rapporti fra Stato e Chiesa, del diritto sardo, della storia delle associazioni italiane, della storia di Piacenza e Milano e altri, rivelando un'ecletticità di temi veramente notevole. Nelle sue indagini si è occupato del nucleo pratico del fenomeno giuridico, sostenendo che il diritto volgare risale alla tarda antichità e poi si è sviluppato in diritto comune nelle specifiche condizioni culturali e sociali dell'età comunale. 
Collaborò regolarmente alla rivista ufficiale del fascismo, Gerarchia. Scrisse un'apprezzata Storia del Diritto italiano e saggi di storia del Risorgimento, sostenendo il carattere nazionale di esso. La sua lettura della nazione come soggetto incarnante una tradizione di civiltà antica lo portava a sostenere che l'Italia, pur pagando per l'esperienza incompiuta del Risorgimento, doveva espandersi dopo i capovolgimenti coloniali del secolo XIX: in proposito si occupò anche di studi di politica estera (Italia e Francia) con ispirazione nazionalistica.
Studioso di Dante, ne indagò particolarmente la dottrina politica in un'importante serie di studi. L'interesse per Dante Alighieri segnala la ricerca di connessioni tra figure essenziali del pensiero politico-letterario e l'esperienza giuridica di dottrine, norme e istituzioni.

## Opere
- Storia del diritto italiano (1ª ed. 1908; 3ª ed. 1930)
- Il pensiero politico di Dante, 1922
- Discorsi sulla storia d'Italia, Firenze, La Nuova Italia, 1935 (Sancasciano Pesa: Tip. F.lli Stianti)
- Ciro Menotti e l'idea unitaria nell'insurrezione del 1831, 1931
- L'idea dell'unità italiana nell'età napoleonica, 1935
- L'amministrazione finanziaria del Regno italico, 1932
- Contributi alla storia del diritto comune, 1937
- Studi storici sulle istituzioni della Sardegna nel Medioevo, 1917
- I diritti dell'Italia nel Mediterraneo. Le nostre mete., in Le vie d'Italia, XLVI, n. 7, 1940-07. URL consultato il 24 dicembre 2022.
- I fattori della nuova storia. La nuova Germania, in Le vie d'Italia, XLVI, n. 11, novembre 1940. URL consultato il 7 febbraio 2023.